# Lepidochrysops lacrimosa
Lepidochrysops lacrimosa är en fjärilsart som beskrevs av George Thomas Bethune-Baker 1922. Lepidochrysops lacrimosa ingår i släktet Lepidochrysops och familjen juvelvingar. Inga underarter finns listade i Catalogue of Life.